# Björshus
Björshus är ett naturreservat i Kristianstads kommun i Skåne län.
Området är naturskyddat sedan 2013 och är 17 hektar stort. Reservatet ligger väster om Drakamöllans naturreservat och består av kalkrika och sandiga kullar, som tidigare varit betesmark.